# Nader El-Sayed
Nader El-Sayed   (governació d'Al-Daqahliyah, 13 de desembre de 1972) fou un futbolista egipci de la dècada de 1990.
Fou internacional amb la selecció d'Egipte.
Pel que fa a clubs, destacà a Club Brugge i Akratitos.